# Julián Arcas Sánchez
Julián Arcas Sánchez (Vélez-Blanco, 7 gennaio 1926 – Figueres, 12 gennaio 2001) è stato un calciatore e allenatore di calcio spagnolo.

## Carriera

### Club
In attività giocava come attaccante. Era soprannominato Tigre de Sarrià. Con l'Español si laureò capocannoniere dell'edizione 1956 della Coppa di Spagna, a pari merito con Adrián Escudero, con 6 reti.

### Nazionale
Julián Arcas conta una presenza con la Spagna B, contro la Germania Est, e tre presenze e due gol con la selezione catalana.